# 天草五橋
天草五橋是連結熊本縣宇土半島先端之三角港至天草諸島的大矢野島、永浦島、池島、前島的五座橋樑的總稱。1966年（昭和41年）9月24日，開通。

## 概要

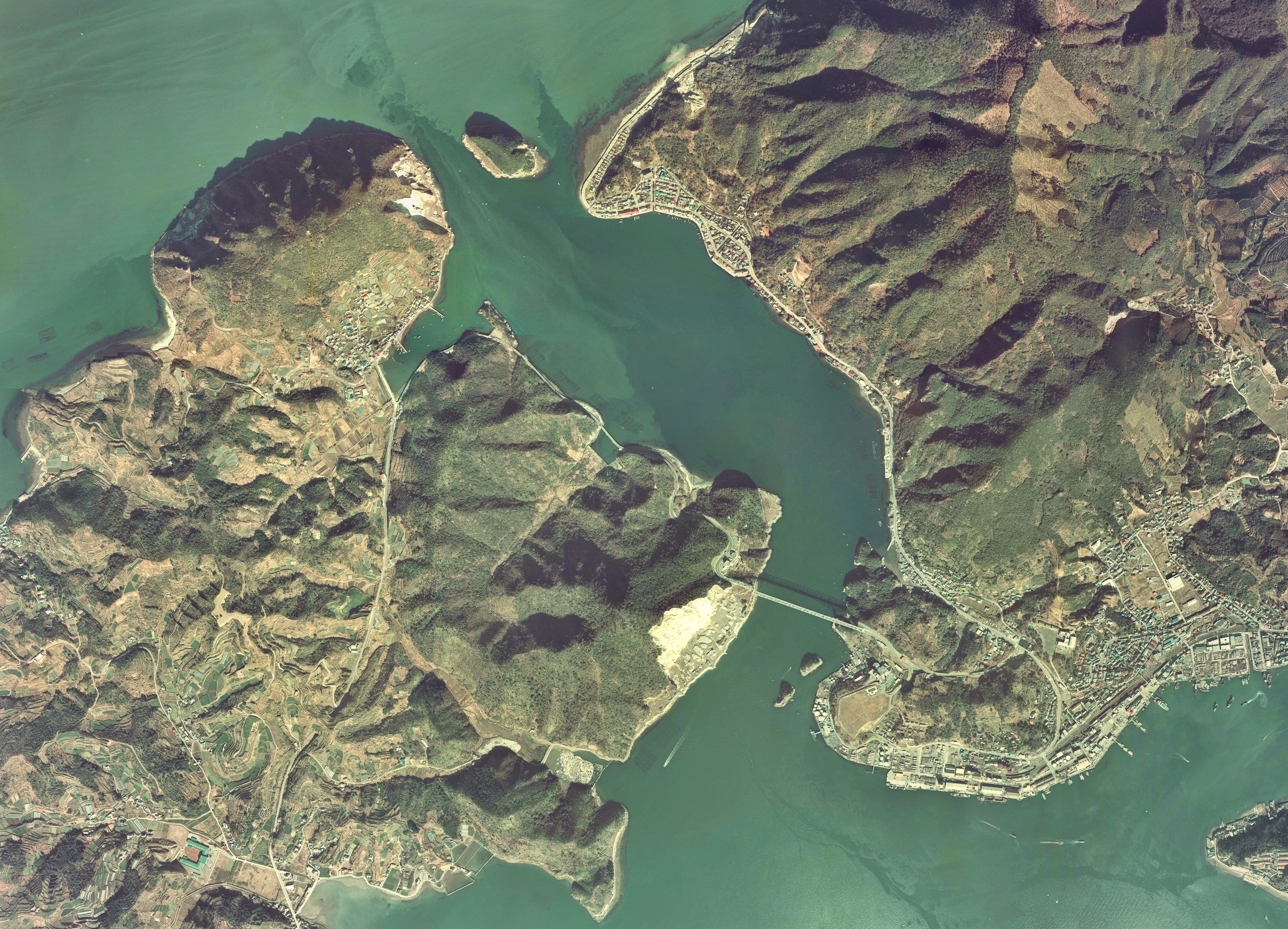
一號橋（天門橋）與三角ノ瀬戸、三角港附近的空拍照片。1974年所攝的6張相片所合成作成。
。

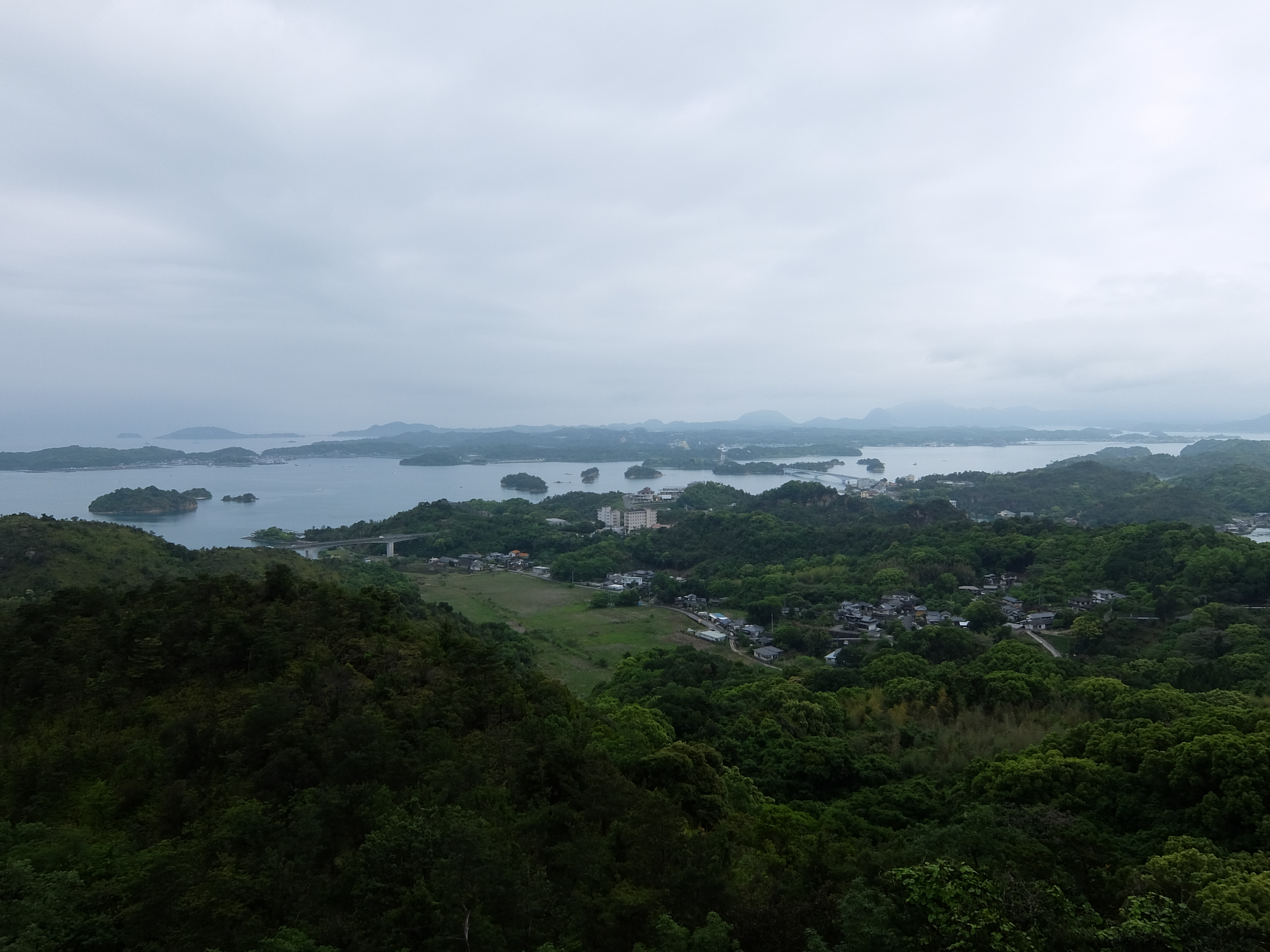
從千嚴山展望所眺望天草五橋（2015年5月）

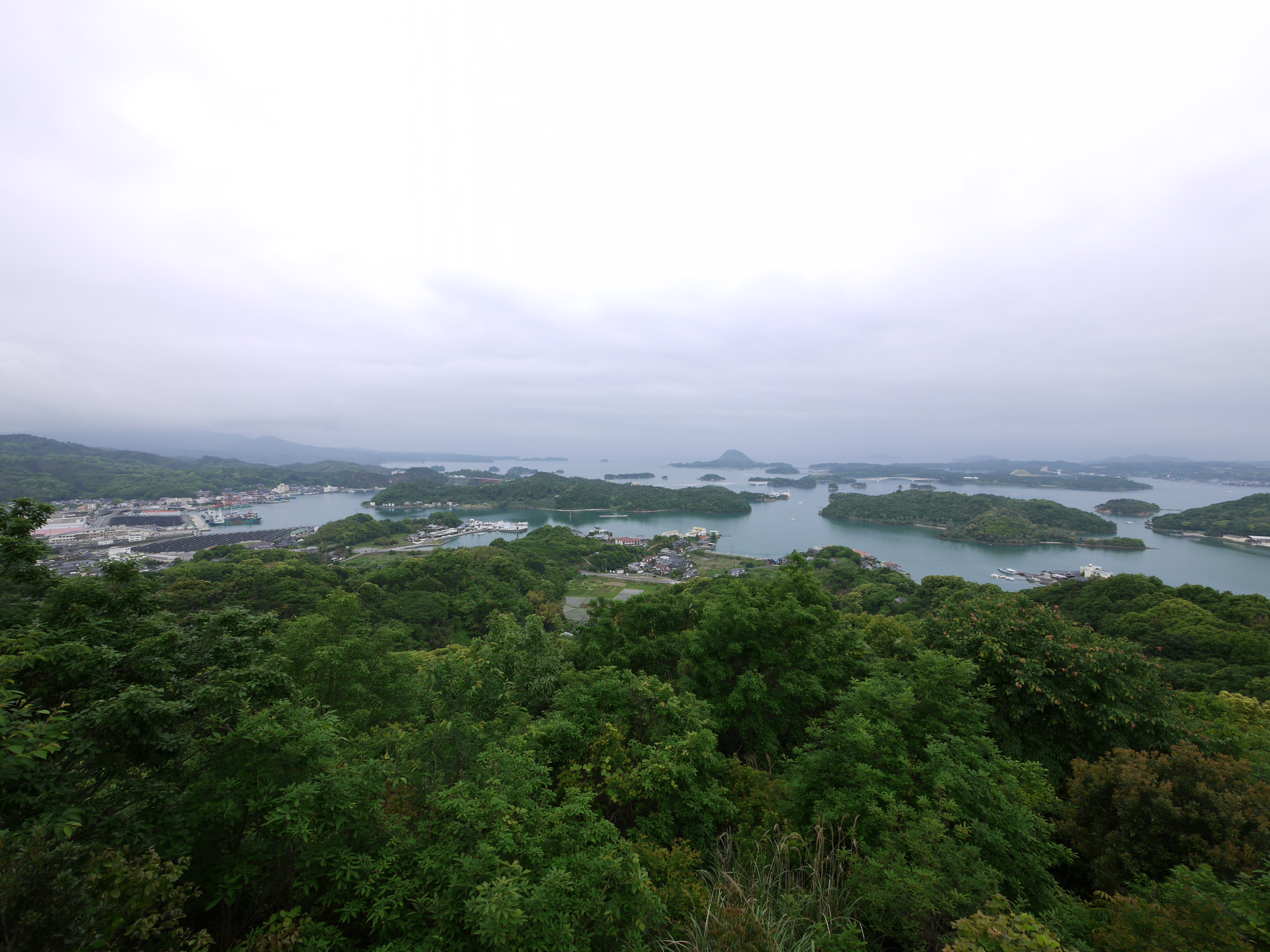
從高舞登山展望台眺望天草五橋（2015年5月）

## 沿革
- 1936年 - 熊本縣議會議員森慈秀在縣議會中講述架橋的必要性。
- 1954年 - 熊本縣開始進行調查。
- 1955年 - 長崎縣的"伊浦瀬戸"完成西海橋。該橋完工刺激了這5橋的興建計畫。
- 1956年 - 日本道路公團開始調查。
- 1962年 - 日本道路公團設置架橋工事事務所。
- 1966年9月24日 - 日本道路公團開始以一般收費道路進行管理。
- 1975年8月10日 - 償還完了，無料開放。

## 關聯項目
- 熊本縣民電視台